# Wolfgang Peter Meier
Wolfgang Peter Meier (* 9. November 1964 in Biberach; † 25. Januar 2022) war ein deutscher Chemiker (Makromolekulare Chemie, Physikalische Chemie). 

## Werdegang
Meier studierte ab 1984 Chemie an der Albert-Ludwigs-Universität Freiburg mit dem Diplom 1989. Er wurde in Freiburg promoviert mit einer Arbeit über die Selbstorganisation flüssigkristalliner Elastomere. 1993 ging er an die Universität Basel, an der er sich 1998 habilitierte. Ab 2001 war er zwei Jahre Associate Professor an der Internationalen Universität Bremen. 2003 wurde er Professor für Physikalische Chemie an der Universität Basel.
Er untersuchte an Flüssigkristallen die Struktur- und Netzwerkbildung durch Selbstorganisation sowie Transportphänomene an Grenzflächen und Mikroemulsionen von Wasser in Öl. Bekannt wurde er für die Entwicklung nanostrukturierter synthetischer Makromoleküle, die Membrane wie in der Biologie bilden und in denen auch biologische Makromoleküle eingebaut werden können (Biohybride). Sie versprechen Anwendungen zum Beispiel als Arzneimittel-Träger, Nanoreaktoren und Nanokapseln in der Therapie, bei Biosensoren, beim Labor auf dem Chip, in Kosmetik und in neuartigen biomimetischen Brennstoffzellen.
2006 erhielt er den Hermann-Staudinger-Preis.

## Schriften
- mit Wolfgang Knoll (Hrsg.): Polymer Membranes/Biomembranes. Springer, 2010.